# Maximine
Maximine (née à Saint-Claude, Jura, le 29 septembre 1952), de son vrai nom, Maximine Lagier-Durand,  est une poètesse et écrivaine française. Elle est également l’autrice de plusieurs traductions.

## Biographie
Le nom que Maximine Lagier-Durand s’est choisi pour pseudonyme fut également le prénom de sa mère et de sa grand-mère, qui toutes deux rêvèrent d’écrire. 
Elle passe le baccalauréat en 1970 et entreprend des études de lettres au lycée Fénelon, puis à la Sorbonne. Elle obtient l’agrégation de lettres modernes en 1975.
Elle enseigne à l’Institut national de recherche pédagogique, puis devient bibliothécaire à Moret-sur-Loing (Seine-et-Marne). Devenue conteuse pour les enfants de la bibliothèque, elle commence à composer elle-même contes et berceuses.
Mariée avec André Comte-Sponville de  1978 à 1996, elle aura quatre enfants. Elle accueillera également une petite fille chinoise.
Sur le conseil de Georges Mounin, puis d’Henri Thomas, elle commence à écrire des poèmes qui tout naturellement adoptent la forme de douzains d’octosyllabes. Elle publie des textes ainsi que des notes critiques dans les revues Critique, Paroles d’aube, Arpa, Poésie 93, Caravanes, Le Coin de Table et  les Heures. Invitée par l’éditeur Jean Toulet, elle a effectué plusieurs séjours en Chine.
L’écrivain Paul de Roux a défini en quelques mots la voix tout à fait singulière qui rend si déchirants ces poèmes tout simples : « De nos jours, écrit-il, dans la filiation conjuguée de Louise Labé et d’Édith Piaf, se fait entendre une voix tour à tour passionnée ou plaintive, dont l’un des mérites est de se ficher éperdument des modes littéraires. » 
Elle a entrepris en 1990 de donner une nouvelle traduction de plusieurs recueils de Rainer Maria Rilke : les Élégies de Duino, les Sonnets à Orphée et le Livre de la Pauvreté et de la Mort.
Une communication sur l'œuvre de Maximine a été donnée par Françoise Urban-Menninger lors du colloque "Poésie au féminin" qui s'est déroulé en avril 2010 à l'Université de Clermont-Ferrand à l'initiative de Patricia Godi.

### Poésie
- Cœur à dire, Les paragraphes littéraires de Paris, 1979
- Riverain, Millas-Martin, 1981
- Alphabêtes, Quintette, 1986.
- Fablier, Quintette, 1987.
- L’ombre la neige, lettre-postface de Christian Bobin, Éditions Arfuyen, 1991.
- Poèmes nue, Le Tétras-Lyre, 1995.
- Quotidienne à son amour, Paroles d’aube, 1998.
- Un Cahier de pivoines, Éditions Arfuyen, 2002.
- Les Visiteuses, suivi de Quelques lilas, Maison de Poésie, 2003.
- Au front des sapins, Éditions Arfuyen, 2005.
- Somme d'amour, Éditions Arfuyen, 2010.
- Mon amour mes horizons, Éditions de la Lune bleue, 2011

### Traductions
- Les Élégies de Duino, de Rainer Maria Rilke, Actes Sud, 1991.

Des traductions de quelques Sonnets à Orphée  ont été publiées par les revues Caravanes (en 2001) et Sorgue (en 2002).